# Stoniškiai (stacja kolejowa)
Stoniškiai – stacja kolejowa w miejscowości Stoniškiai, w rejonie pojeskim, w okręgu tauroskim, na Litwie. Położona jest na linii Kretynga – Kłajpeda – Pojegi.